# 三尖千里光
三尖千里光（学名：Senecio tricuspis）是菊科千里光属的植物，为中国的特有植物。分布于中国大陆的云南等地，生长于海拔3,500米的地区，常生长在高山草地，目前尚未由人工引种栽培。